# Ransom 2
Ransom 2 è il primo album in studio del produttore discografico statunitense Mike Will Made It, pubblicato nel marzo 2017.

## Tracce
1. On the Come Up (featuring Big Sean) – 3:55
2. W Y O (What You On) (featuring Young Thug) – 4:22
3. Hasselhoff (featuring Lil Yachty) – 2:10
4. Gucci On My (featuring 21 Savage, YG & Migos) – 4:34
5. Oh Hi Hater (Hiatus) (featuring Fortune) – 3:05
6. Perfect Pint (featuring Kendrick Lamar, Gucci Mane & Rae Sremmurd) – 4:00
7. Razzle Dazzle (featuring Future) – 3:36
8. Bars of Soap (featuring Swae Lee) – 4:19
9. Burnin (featuring Andrea) – 2:13
10. Ya'll Ain't Ready (featuring 2 Chainz) – 3:42
11. Aries (Yugo) (featuring Pharrell) – 4:31
12. Emotions Unlocked (featuring Eearz) – 3:59
13. Big God (featuring Trouble & Problem) – 4:11
14. Faith (featuring Lil Wayne & HoodyBaby) – 4:44
15. Come Down (featuring Chief Keef & Rae Sremmurd) – 3:38
16. Outro – 0:27
17. Nothing Is Promised (with Rihanna) – 2:50